# Jake (Spirituose)
Jake (engl. auch: Jamaican Ginger) war zu Beginn des 20. Jahrhunderts in den USA ein weit verbreiteter Slang-Ausdruck für einen jamaikanischen Ingwer-Extrakt. Es wurde als Medizin verkauft, diente aber vor allem zum Umgehen der restriktiven Alkohol-Politik (siehe Prohibition). Jake enthielt bis zu 85 % Alkohol.
Jake enthielt Trikresylphosphate, die zu den Nervengiften zählten. Sie wurden zugesetzt um die vorgeschriebenen Tests auf den Mindestgehalt an Ingwer, der den Geschmack sehr bitter und nahezu ungenießbar machte, zu umgehen. In den 1930er-Jahren führte der Konsum von Jake in den USA zu einer Erkrankung mit dem Namen „Jake Leg“ oder „ginger jake paralysis“.